# Antunovac (żupania osijecko-barańska)
Antunovac – wieś w Chorwacji, w żupanii osijecko-barańskiej, siedziba gminy Antunovac. W 2011 roku liczyła 2181 mieszkańców.